# Vitanová
Vitanová (polsky Witanowa) je obec na Slovensku v okrese Tvrdošín. Žije v ní přibližně 1 300 obyvatel. První písemná zmínka o vesnici pochází z roku 1550.

## Přírodní poměry
V katastrálním území obce leží národní přírodní rezervace Juráňova dolina a část národní přírodní rezervace Osobitá. Částečně do něj zasahuje také Tatranský národní park.